# Weende-Jipsinghuizen
Weende-Jipsinghuizen is een voormalig kanaalwaterschap in de provincie Groningen.
Het waterschap had als doel het graven van een kanaal van de weg van Weende naar Jipsinghuizen naar in het Mussel-Aa-kanaal en zorg voor de afwatering op dat kanaal. Toen in het begin van de 20e eeuwde kanalisatie van Westerwolde startte, wilde men er in het gebied graag van mee profiteren. In 1905 werd al over de aanleg van het kanaal gepraat, maar pas in 1916 werd met de aanleg hiervan gestart.
Waterstaatkundig gezien ligt het gebied sinds 2000 binnen dat van het waterschap Hunze en Aa's.